# Rise FX
Rise FX ist ein Filmstudio mit dem Schwerpunkt auf Visual Effects und Animation, mit Büros in Berlin, München, Stuttgart, Köln und London.

## Geschichte
Rise FX wurde im Jahr 2007 von Sven Pannicke, Robert Pinnow, Markus Degen und Florian Gellinger gegründet.
Der internationale Durchbruch gelang, nachdem nach Arbeiten an This Is Love mit den Marvel Studios eine Zusammenarbeit erfolgte.

## Projektbeteiligungen
Die Projektbeteiligungen der Rise FX:
- This Is Love
- Fast & Furious 8
- Ant-Man and the Wasp
- Avengers: Infinity War
- Black Panther
- Doctor Strange
- The First Avenger: Civil War
- Avengers: Age of Ultron
- Guardians of the Galaxy
- The Return of the First Avenger
- Iron Man 3
- Harry Potter und die Heiligtümer des Todes – Teil 1
- X-Men: Erste Entscheidung
- Cloud Atlas
- A Cure for Wellness
- Codename U.N.C.L.E.
- Ein Hologramm für den König
- Borgia
- Schlafkrankheit
- Dark
- Sense8[5]
- Captain Marvel
- Dumbo
- Babylon Berlin
- Hellboy – Call of Darkness